# Тромбопоетин
Тромбопоетин (англ. Thrombopoietin) – білок, який кодується геном THPO, розташованим у людини на довгому плечі 3-ї хромосоми. Довжина поліпептидного ланцюга білка становить 353 амінокислот, а молекулярна маса — 37 823. Тромбопоетин відомий також як фактор росту і розвитку мегакаріоцитів. Являє собою глікопротеїновий гормон, що виробляється, головним чином, печінкою, меншою мірою — в нирках і поперечно-смугастій мускулатурі, що регулює вироблення тромбоцитів кістковим мозком. Стимулює продукування і диференціювання мегакаріоцитів, клітин кісткового мозку. Мегакаріоцітопоез — це процес клітинного розвитку, що приводить до продукування тромбоцитів. Білок є лігандом для MLP/C_MPL, продукту вірусного онкогену мієлопроліферативної лейкемії.
| 10         |  | 20         |  | 30         |  | 40         |  | 50         |
| ---------- |  | ---------- |  | ---------- |  | ---------- |  | ---------- |
| MELTELLLVV |  | MLLLTARLTL |  | SSPAPPACDL |  | RVLSKLLRDS |  | HVLHSRLSQC |
| PEVHPLPTPV |  | LLPAVDFSLG |  | EWKTQMEETK |  | AQDILGAVTL |  | LLEGVMAARG |
| QLGPTCLSSL |  | LGQLSGQVRL |  | LLGALQSLLG |  | TQLPPQGRTT |  | AHKDPNAIFL |
| SFQHLLRGKV |  | RFLMLVGGST |  | LCVRRAPPTT |  | AVPSRTSLVL |  | TLNELPNRTS |
| GLLETNFTAS |  | ARTTGSGLLK |  | WQQGFRAKIP |  | GLLNQTSRSL |  | DQIPGYLNRI |
| HELLNGTRGL |  | FPGPSRRTLG |  | APDISSGTSD |  | TGSLPPNLQP |  | GYSPSPTHPP |
| TGQYTLFPLP |  | PTLPTPVVQL |  | HPLLPDPSAP |  | TPTPTSPLLN |  | TSYTHSQNLS |
| QEG        |  |            |  |            |  |            |  |            |

A: Аланін

C: Цистеїн

D: Аспарагінова кислота

E: Глутамінова кислота

F: Фенілаланін

G: Гліцин

H: Гістидин

I: Ізолейцин

K: Лізин

L: Лейцин

M: Метіонін

N: Аспарагін

P: Пролін

Q: Глутамін

R: Аргінін

S: Серин

T: Треонін

V: Валін

W: Триптофан

## Відкриття
Тромбопоетин був клонований п'ятьма незалежними групами в 1994 році. Гіпотези про його функції були висунуті ще більш 30 років тому, задовго до ідентифікації. У самих ранніх публікаціях тромбопоетин був описаний як ліганд мембранного рецептора с-Mpl. Тромбопоетин входить до складу 1-го класу кровотворних цитокінів.

## Генетика
Ген тромбопоетину (у людини — THPO) розташовується на довгому (q) плечі 3-ї хромосоми людини, в локусі 3q26.3-27. Мутації цього гену можуть призводити до спадкової форми тромбоцитозу і деяким випадкам лейкемії. Перша ділянка зі 155 амінокислот має помітний ступінь гомології з еритропоетином.

## Функції та регуляція
У печінці виробляється паренхімними клітинами і синусоїдальними ендотеліальними клітинами. У нирках виробляється проксимальними клітинами звивистих канальців. Разом із цим тромбопоетин продукується клітинами поперечно-смугастих м'язів і стромальними клітинами кісткового мозку. У печінці його виробництво збільшується за рахунок фактора стимуляції В-клітин 6. Фізіологічно саме печінка і стромальні клітини кісткового мозку є найважливішими ділянками виробництва тромбопоетину. Тромбопоетин регулює диференціювання мегакариоцитів і тромбоцитів, але дослідження за допомогою видалення рецепторів тромбопоетину показують, що його вплив на гемопоез більш різнобічний.
Регуляція його дії за допомогою негативного зворотного зв'язку відмінна від такої для більшості гормонів: ефектор безпосередньо регулює гормон. Тромбопоетин зв'язується з рецептором тромбопоетину (CD 110) на поверхні тромбоцитів і знищується, таким чином зменшується вплив гормону на мегакаріоцити.
Підвищення і зниження концентрації тромбоцитів регулює рівень тромбопоетину. Низький рівень тромбоцитів призводить до збільшення впливу тромбопоетину на недиференційовані клітини кісткового мозку; призводить до диференціювання і подальшому розвитку цих клітин. З іншого боку, висока концентрація тромбоцитів призводить до інгібування цього впливу.

## Терапевтичне використання
Незважаючи на численні випробування, тромбопоетин не використовується в терапії. У теорії його можна застосовувати для заготівлі донорських тромбоцитів, а також — для відновлення кількості тромбоцитів після мієлосупресивної хіміотерапії.
Дослідження модифікованих рекомбінантних форм фактора росту і диференціювання мегакаріоцитів були зупинені, коли у здорових добровольців були виявлені автоімунні антитіла, а пізніше у добровольців була виявлена тромбоцитопенія.
Замість тромбопоетину використовуються препарати, які впливають на його рецептори.